# Astra Clément-Bayard
Astra Clément-Bayard  — ныне не существующая французская авиастроительная компания, в период с 1908 по 1922 годы выпускавшая дирижабли.

## История
В 1908 году французский промышленник Адольф Клеман-Баярд, уже добившийся определённого успеха в производстве автомобилей, мотоциклов и велосипедов, обратил своё внимание и на авиастроение. Его первым проектом в этой отрасли стал разработанный Луи Капацца дирижабль в форме двояковыпуклой линзы, который, однако, так и не был построен. Затем, совместно с компанией Astra, он занимался выпуском летательных аппаратов более традиционных схем. Astra производила оболочки, а предприятия Clement-Bayard — мотогондолы и двигатели. Позже, фирма перешла к самостоятельному производству оболочек дирижаблей на новом заводе в Ламотт-Брёй, построенном в ожидании заказов от французской армии, создававшей воздухоплавательные части.
Первый построенный дирижабль — Clément-Bayard No.1 — был предложен французскому правительству, но показался слишком дорогим, поэтому позже был куплен Николаем II для русской армии.
В 1910 году пилотируемый Морисом Клеман-Баярд Clément-Bayard No.2, стал первым дирижаблем, пересёкшим Ла-Манш; он преодолел 380 километров за 6 часов. После этого перелёта, поступил заказ от Армии на три машины.
В 1922 году Astra Clément-Bayard была приобретена компанией Citroën.
Эллинг в Ламотт-Брёй по-прежнему находится в собственности компании Clément-Talbot Ltd.

## Дирижабли Clément-Bayard
Компанией Clément-Bayard всего было построено 7 дирижаблей; все они оснащались двигателями собственного производства.
| Название                      | Длина, м. | Ширина, м. | Объём, м³ | Двигатели, мощность (л.с.) | Первый полёт | Примечания                            |
| ----------------------------- | --------- | ---------- | --------- | -------------------------- | ------------ | ------------------------------------- |
| N° 1                          | 56,25     | 10,58      | 3500      | 2 x Clément-Bayard 115     | 28.10.1908.  | Продан России. См. Беркут (дирижабль) |
| N° 2                          | 76,50     | 13,22      | 7000      | 2 x Clément-Bayard 120     | 1.06.1910.   | Максимальная скорость 54 км/ч         |
| N° 3 Dupuy de Lôme            | 89,0      | 13,5       | 9000      | 2 x Clément-Bayard 120     | 1.05.1912.   | нет                                   |
| N° 4 Adjudant Vincenot        | 88,5      | 13,50      | 9800      | 2 x Clément-Bayard 120     | 1911.        | Максимальная скорость 49 км/ч.        |
| Adj Vincenot модифицированный | 87,3      | 13,50      | 9800      | 2 x Clément-Bayard 120     | 13.08.1913.  | Максимальная скорость 53 км/ч         |
| N° 5                          | 86,0      | 13,50      | 9500      | 2 x Clément-Bayard 130     | 9.02.1913.   | Продан России, см. Астра (дирижабль)  |
| Montgolfier                   | 73,50     | 12,2       | 6500      | 2 x Clément-Bayard 90      | 31.07.1913   | Максимальная скорость 60 км/ч.        |